# Tachytrechus crysusoideus
Tachytrechus crysusoideus är en tvåvingeart som beskrevs av Wei 1998. Tachytrechus crysusoideus ingår i släktet Tachytrechus och familjen styltflugor. Inga underarter finns listade i Catalogue of Life.